# نیمبورک
نیمبورک (به چکی: Nymburk) یک منطقهٔ مسکونی در جمهوری چک است که در ناحیه نیمبورک واقع شده‌است. نیمبورک ۱۴٬۶۱۴ نفر جمعیت دارد.

## خواهرخوانده
شهرهای میتیشچی، نویروپین، وروتکی و Żarów خواهرخوانده‌های نیمبورک هستند.